# Каріама червононога
Каріама червононога (Cariama cristata) — вид птахів родини каріамових (Cariamidae).

## Поширення
Вид поширений в Південній Америці. Трапляється на сході та півдні Бразилії (включаючи Південну Амазонію), на крайньому сході Болівії, у Парагваї та Уругваї, на північному сході Аргентини. Мешкає у сухих степах і рідколіссях, в аргентинській пампі, колючих чагарникових заросях і каатинзі Бразилії. У південно-західній частині ареалу мешкає разом з чорноногою каріамою.

## Опис
Це стрункі птахи з вагою 1,5 кг та завдовжки 75-90 см. У них подовжений тулуб, маленька голова і довга шия. Навколо очей є сині кола. Оперення коричневе з невеликими чорними цятками. Голова, шия і груди блідо-коричневі, а черево повністю біле. Хвіст прикрашений чорними смугами, його кінчик білого кольору. Ноги довгі сильні, червоного кольору. Очі жовті. Дзьоб короткий, червоний, з загнутим вниз кінчиком. Біля основи дзьоба віялоподібно стирчать вгору м'які пір'їни. Статевий диморфізм відсутній.

## Спосіб життя
Незважаючи на те, що каріами здатні літати, злітають вони вкрай рідко і неохоче, воліючи бігати по землі, при цьому здатні досягати швидкості до 60 км/год. Завдяки неяскравому забарвленню каріами ховаються у високій траві або чагарниках. Під час полювання ці птахи повільно ходять по землі, розшукуючи у траві різних членистоногих, жаб, змій, ящірок, гризунів і невеликих птахів. Вкрай рідко каріами їдять і рослинну їжу: плоди дерев, траву, насіння і ягоди.
Гнізда влаштовують на висоті від одного до трьох метрів, використовуючи для будівництва тонкі гілочки, глину і гній. Сезон розмноження триває з вересня по травень. Зграйки птахів розбиваються на пари. У кладці 2 (дуже рідко 3) білих яйця, вкритих бурими плямами. Інкубація триває близько чотирьох тижнів. Висиджують обоє батьків. Через 2 тижні пташенята залишають гніздо і кочують з батьками. Вигодовування пташенят дорослими триває близько місяця.